# Gergithus iguchii
Gergithus iguchii är en insektsart som beskrevs av Matsumura 1916. Gergithus iguchii ingår i släktet Gergithus och familjen sköldstritar. Inga underarter finns listade i Catalogue of Life.